# Gaius Baebius Atticus

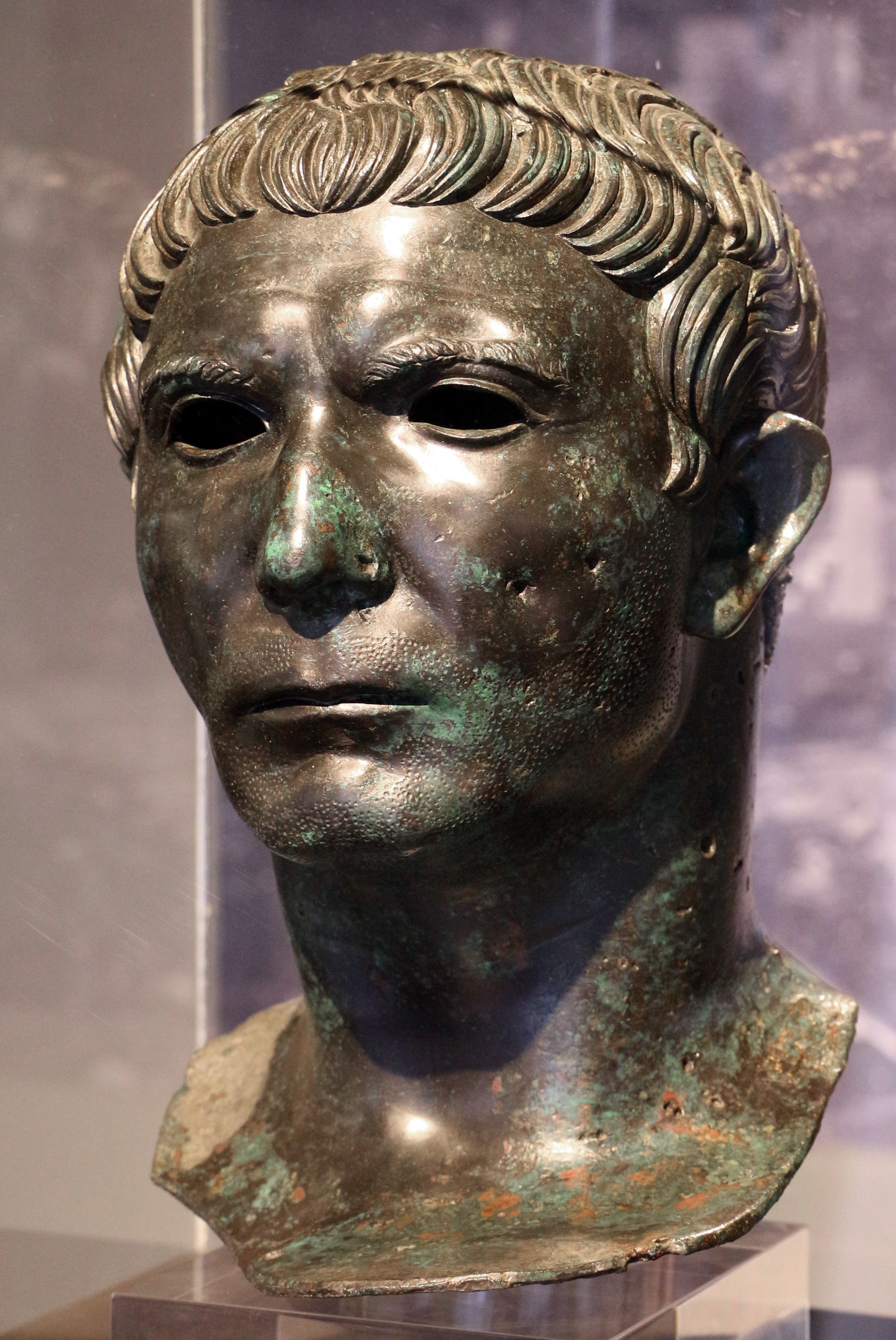
Vermutliches Porträt des Gaius Baebius Atticus aus Iulium Carnicum, heute Cividale, Museo Archeologico Nazionale

Gaius Baebius Atticus (vollständige Namensform Gaius Baebius Publi filius Claudia Atticus) war ein im 1. Jahrhundert n. Chr. lebender Angehöriger des römischen Ritterstandes (Eques). Durch zwei Inschriften, die auf 41/54 n. Chr. datiert werden, sind einzelne Stationen seiner Laufbahn bekannt.
Atticus ließ in den Inschriften als erste Position seiner militärischen Laufbahn die des Primus Pilus in der Legio V Macedonica festhalten. Danach wurde er als Präfekt mit der Verwaltung von mehreren Städten betraut, die in der Provinz Moesia und auf dem Gebiet von Treballia lagen. Im Anschluss übte er dieselbe Verwaltungstätigkeit in der Provinz Alpes Maritimae aus. Seine nächste Funktion als Militärtribun der Cohors VIII Praetoria führte ihn nach Rom. Danach wurde er ein zweites Mal Primus Pilus. Zuletzt war er während der Regierungszeit von Claudius (41–54) Statthalter (Procurator Augusti) in der Provinz Noricum.
Atticus war in der Tribus Claudia eingeschrieben. Er stammte aus Iulium Carnicum, dem heutigen Zuglio, wo auch die beiden Inschriften gefunden wurden. In seiner Heimatstadt war er duumvir iure dicundo. Vermutlich war auch ein prunkvolles Ehrenmonument aus Bronze, das neben einer Ehreninschrift auch einen reich verzierten bronzenen Prunkschild und eine Porträtbüste umfasste, dem Gaius Baebius Atticus gewidmet.